# Главы Уральска
Главы Уральска  — глава местного исполнительного органа власти в Уральске за весь период.

## Советский Союз (1917—1991)
- Фомичёв, Гурьян Макарович (1918—1919 годы), председатель Правительства Войска Уральского

## Первые секретари горкома
- Кондратенко, Валерий Алексеевич 1988-1990

### Председатели горисполкома
- Погорелов, Анатолий Николаевич ~1971~
- Мальцев, Виктор Михайлович ~1975~

## Казахстан
Акимы, с 1991 года
- Болат Молдашев (1991 год)
- Кабибула Джакупов (1991—1993 годы)
- Катауола Ашигалиев (1993—1994 годы)
- Олег Рахимбердин (1994—1999 годы)
- Вениамин Мукатаев (1999—2005 годы)
- Сагынбек Муташев (2005—2008 годы)
- Самиголла Уразов (2008—2012 годы)
- Булат Шакимов (2012—2013 годы)
- Алтай Кульгинов (2013—2016 годы)
- Нариман Турегалиев (2016—2017 годы)
- Мурат Мукаев (2017—2019 годы)
- Абат Шыныбеков (август 2019 года — 26 апреля 2022 год)
- Миржан Сатканов (с 26 апреля 2022 года — 22 июля 2024 года)
- Мурат Байменов (с 1 октября 2024)